# Diosa de Tarento
La estatua de la diosa de Tarento (originalmente llamada diosa entronizada de Tarento) es una estatua griega de 1,51 m  de altura, creada aproximadamente hacia el 480 a. C., al inicio del periodo clásico.

## Característicos generales

### Ficha técnica
Realizada en mármol y con 1,51 m de altura, representa a una diosa griega sentada (Perséfone, Hera o, tal vez, Atenea).  
La estatua fue descubierta oficialmente en 1911 durante trabajos de excavación en la región de Tarento, en el sur de Italia, en una fosa de cuatro metros de profundidad. No obstante, según ciertos investigadores, incluido el profesor Vincenzo Casagrandi, los escritores Gaudio Incorpora, Adriano Scarmozzino y Pino Macrì y el arqueólogo Paolo Orsi, la estatua fue encontrada, por primera vez, a principios de 1900 por un agricultor en un viñedo del territorio de Locri, en Calabria, donde se encontraba lo antigua ciudad de Locros Epicefirios. Más tarde, la escultura fue secretamente transportada a Tarento.  
El culto a Perséfone está de hecho ampliamente atestiguado en la zona de Regio de Calabria, donde se han descubierto numerosos  pinakes, que datan de un periodo comprendido entre el 490 a. C. y el 450 a. C., que representan escenas relativas al mito de Perséfone, y que se conservan en el Museo Nacional de la Magna Grecia, en la Regio de Calabria.
En 1914, en Tarento, un arqueólogo alemán, Theodor Wiegand, se la compró a un comerciante de arte llamado Jacob Hirsch, para los museos de Berlín. Se conserva desde 2011 en el Museo de Pérgamo (con el número de inventario Sk-176) de la colección de antigüedades de Berlín.

### El pueblo Mesapio
Se desconoce el artista exacto pero su(s) escultor(es) era(n) parte del pueblo Mesapio, indígenas de la península de Salento y del flanco méridional del macizo del Murge. Su territorio es, en resumen, el luego ocupado por el asentamiento griego de Tarento cuya capital era "Brentesio", hoy Bríndisi. 

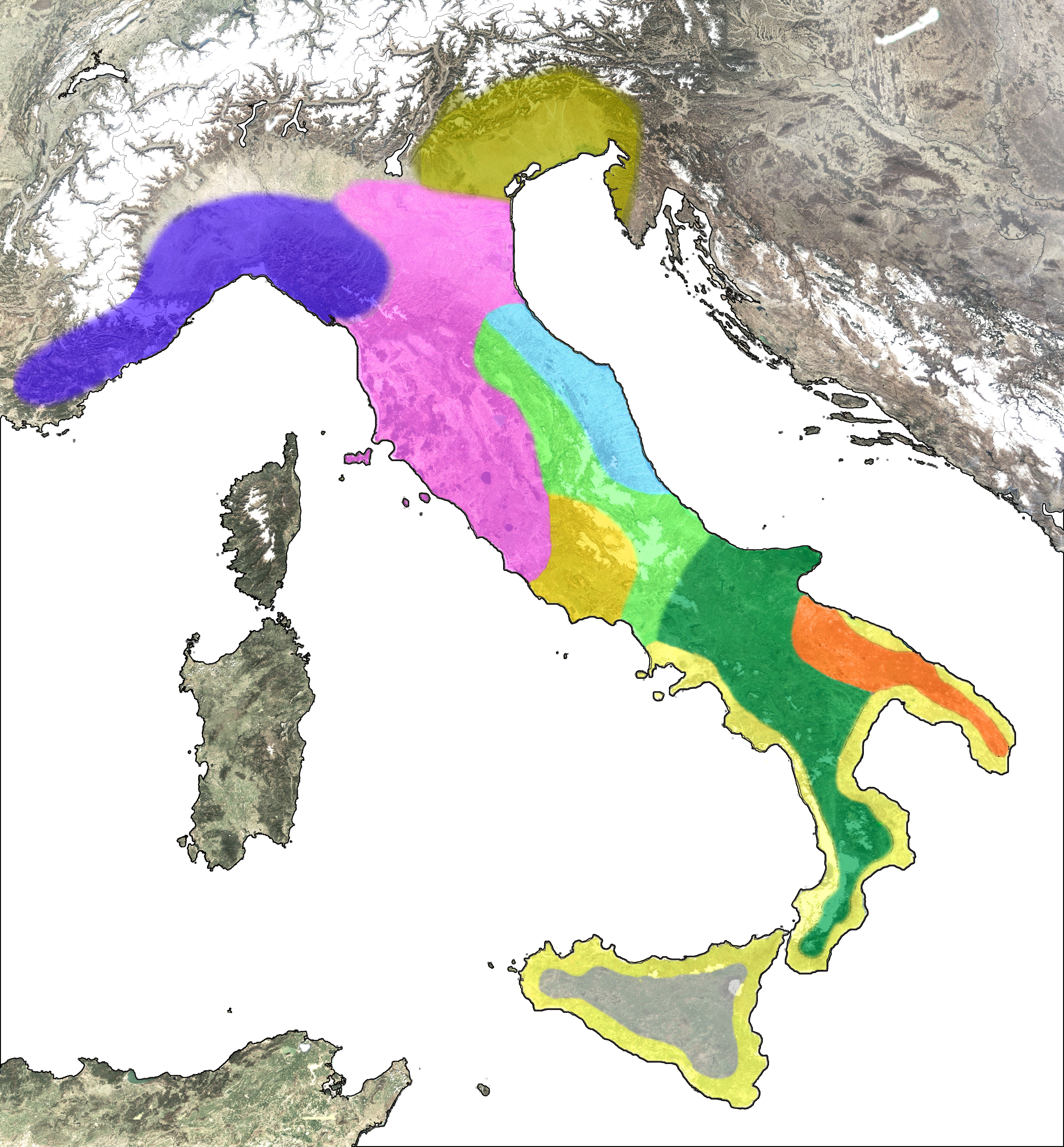
Esquema del poblamiento de la Península Italiana al principio de la Edad del Hierro. La parte naranja representa el territorio de los Mesapios.

El pueblo mesapio era un pueblo italiano en el sentido geográfico del término con su propia lengua, su propia cultura y sus propios dioses. La mayoría de sus recursos provenían del comercio y de la agricultura.

## La influencia griega

### La colonización griega en el sur de Italia
Si el o los autores de la estatua son italianos en el sentido geográfico del término, su confección se ubica en un contexto bien preciso de helenización de la Italia meridional, también llamada la "Magna Grecia" (Megalè Hellas en griego antiguo). Durante el periodo arcaico, a partir del segundo cuarto del siglo VIII a. C. las ciudades griegas colonizaron parte del sur de Italia durante su importante expansión por el Mediterráneo y las costas de Mar Negro. Estas ciudades fundadas por colonias griegas llamadas ciudades italiotas eran o bien "emporios" (puesto comercial), o bien "apoikia" (establecimiento colonial) según la relación con los pueblos autóctonos del lugar.
Si bien quedan evidencias de una anterior presencia micénica en el lugar, el asentamiento propiamente griego de Tarento habría sido fundado en el 706 a. C. por un grupo de soldados exiliados de baja extracción procedentes de Esparta. Si bien estos soldados eran grandes guerreros instalados en un punto estratégico del comercio mediterráneo, el pueblo mesapio se opuso desde su llegada a toda forma de expansión terrestre.

### Lucha de poder entre mesapios y tarentinos
Las relaciones entre ambas entidades políticas son, por lo tanto, tensas. Las guerras son frecuentes pero los tarentinos con su caballería ligera, particularmente famosa, acaban tomando ventaja. A principios del siglo V a. C., los tarentinos aplastan a los ejércitos mesapios. Masacraron, saquearon y quemaron toda la región, tras lo cual el pueblo mesapio se inclina ante la cultura griega así como el resto de Italia del Sur después de esta demostración de fuerza.

### Helenización del pueblo mesapio
Después de estos acontecimientos, los mesapios construyen murallas, se organizan imitando a los griegos en ligas defensivas y adoptan por completo la cultura griega. Sólo algunos años más tarde, las ciudades mesapias invierten el orden de la fuerza y lanzan el primer movimiento llamado de "descolonización" del que se tiene rastros. En el 473 a. C., la caballería mesapia, reutilizando las técnicas de guerra griegas, aplasta al ejército tarentino y saquea la ciudad.
Si el acontecimiento es una catástrofe para los griegos del sur de Italia, marca para los mesapios el comienzo de una edad de oro durante sesenta de años. Esta edad de oro marca igualmente el desarrollo más intensivo de la helenización del pueblo mesapio en particular con la llegada masiva de artistas de la metrópoli griega (Atenas fue ocupada en el 480 a. C. por los persas, los talleres de arte se exilian). Es así después de la helenización de los mesapios por los tarentinos, durante su apogeo económico, político y cultural en que la diosa de Tarento es esculpida.

## Las esculturas de culto en la religión griega

### Descripción de la estatua
La escultura posee un fuerte papel religioso. La diosa está sentada solemnemente sobre un trono adornado de cojines y respaldo que atestigua su importante papel. En la espalda todavía se aprecian leves rastros de la policromía original. Hay tres ropas diferentes que recubren el cuerpo: una largo quitón que baja hasta los pies, un manto oblicuo mantenido por seis tirantes sobre el brazo derecho, y un hermoso chal que recubre la espalda y parte de los brazos. El trono y la estatua se calcularon al nivel de la composición para que se viese de frente. No era un simple objeto decorativo que se podía observar a 360 grados sino más bien un objeto de culto.

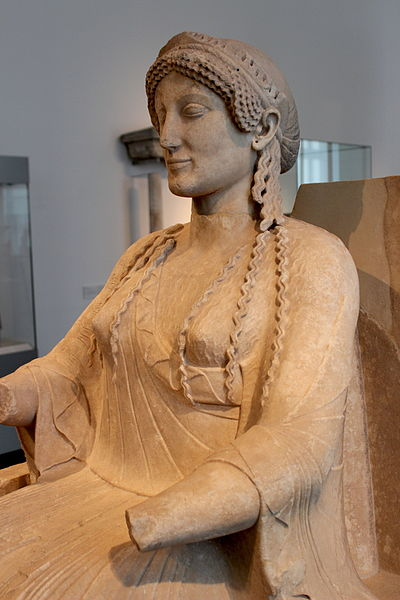
Detalles de la diosa.

Hay igualmente un diadema en el cabello con hendiduras y agujeros para un elemento decorativo metálico que no ha sido encontrado. En los lóbulos de las orejas, la diosa llevaba originalmente aretes, también en metal e igualmente perdidos. Estos elementos atestiguan a una diosa de entidad, poderosa, cuyo culto fue objeto de una atención muy particular.

### La representación antropomórfica de la diosa
La estatua tiene forma humana en la apariencia pero también en las dimensiones. Este modo de representar a los dioses atestigua una relación particular con ellos. La estatua representa una divinidad bajo rasgos humanos. Por ejemplo, la representación de un dios podía ser un xoanon, una forma casi informe. En la época clásica todavía tenían lugar rituales ante postes y piedras con un simbolismo muy fuerte.

### La expresión de lo divino
La expresión de lo divino no trata necesariamente de imitar o de parecerse a una imagen divina inscrita en el imaginario colectivo, a diferencia del arte cristiano, por ejemplo, donde las representaciones de personajes como la Virgen María responden a características físicas institucionalizadas. De hecho, esto constituye una dificultad para los historiadores, a la hora de reconocer la divinidad representada sin un signo distintivo que ayude, como el rayo con Zeus. 
Esta idea de la representación de lo divino proviene de la idea de que una estatua es solo un intermediario con las deidades involucradas. Los griegos no representan así más que una divinidad de un modo antropomórfico para halagar a esta divinidad. A esta imagen divina se le dan los atributos positivos del cuerpo humano (belleza, juventud, etc.), idea que se encuentra en muchos de los nombres dados a los dioses (Perséfone, literalmente "la que trae la muerte" también llamada Mélitôdês, que significa "similar a la miel").